# Hermeshof
Hermeshof (oberfränkisch: Häamäss)  ist ein Gemeindeteil der Gemeinde Himmelkron im Landkreis Kulmbach (Oberfranken, Bayern). Hermeshof liegt in der Gemarkung Himmelkron.
Die Einöde liegt am rechten Ufer des Weißen Mains der gemeindlichen Kläranlage direkt gegenüber. Ein Anliegerweg führt nach Himmelkron (0,6 km südöstlich).

## Geschichte
Der Ort wurde ungefähr im Jahre 1231 als „Hermanestorf“ erstmals urkundlich erwähnt. Das Bestimmungswort ist der Personenname Hariman.
Hermeshof gehörte zur Realgemeinde Himmelkron. Gegen Ende des 18. Jahrhunderts bestand Hermeshof aus einem Anwesen. Das Hochgericht übte das bayreuthische Stadtvogteiamt Berneck aus. Das Stiftskastenamt Himmelkron war Grundherr des Hofes.
Von 1797 bis 1810 unterstand der Ort dem Justiz- und Kammeramt Gefrees. Mit dem Gemeindeedikt wurde Hermeshof dem 1811 gebildeten Steuerdistrikt Himmelkron und der im selben Jahr gebildeten Ruralgemeinde Himmelkron zugewiesen.

### Einwohnerentwicklung
| Jahr      | 001818 | 001861 | 001871 | 001885 | 001900 | 001925 | 001950 | 001961 | 001970 | 001987 |
| Einwohner | 6      | 9      | 10     | 9      | 9      | 7      | 5      | 4      | 6      | 6      |
| Häuser    | 1      |        |        | 1      | 1      | 1      | 1      | 1      |        | 1      |
| Quelle    | [ 8 ]  | [ 11 ] | [ 12 ] | [ 13 ] | [ 14 ] | [ 15 ] | [ 16 ] | [ 17 ] | [ 18 ] | [ 1 ]  |

## Religion
Hermeshof ist seit der Reformation evangelisch-lutherisch geprägt und nach Himmelkron gepfarrt.